# كامل (اسم)
كامل هو اسم علم مذكر من أصل عربي، ومعناه هو تام الأخلاق وسائر الصفات الحسنة، مؤنثه كاملة.

## شخصيات تحمل الاسم
- كامل اغالاروف (لاعب كرة قدم روسي، 11 يونيو 1988[3] – )
- كامل الحسيني (23 فبراير 1867 – 31 مارس 1921)
- كامل العويني (لاعب كرة يد تونسي، 6 يوليو 1988 – )
- كامل الموسى (لاعب كرة قدم سعودي، 29 أغسطس 1982[4] – )
- كامل باشا (1833 – 14 نوفمبر 1913)
- كامل زاياتي (لاعب كرة قدم غيني، 7 مارس 1985 – )
- كامل شافني (لاعب كرة قدم فرنسي، 11 يونيو 1982[5] – )
- كامل كابكوفيك (لاعب كرة مضرب سلوفاكي، 2 يونيو 1986 – )
- كامل ماجشرزاك (لاعب كرة مضرب بولندي، 13 يناير 1996 – )
- كامل مسعود (لاعب كرة قدم مصري، 2 أغسطس 1914 – )

## وصلات خارجية
- موسوعة السلطان قابوس لأسماء العرب نسخة محفوظة 5 أبريل 2019 على موقع واي باك مشين.